# Рефронтоло
Рефронтоло (итал. Refrontolo) је насеље у Италији у округу Тревизо, региону Венето.
Према процени из 2011. у насељу је живело 648 становника. Насеље се налази на надморској висини од 214 м.

## Становништво
Према резултатима пописа становништва 2011. у општини је живело 1.824 становника.
| 1931. | 1936. | 1951. | 1961. | 1971. | 1981. | 1991. | 2001. | 2011. |
| ----- | ----- | ----- | ----- | ----- | ----- | ----- | ----- | ----- |
| 2.271 | 2.163 | 2.072 | 1.686 | 1.582 | 1.662 | 1.708 | 1.805 | 1.824 |